# Henry Cousins Chambers
Henry Cousins Chambers (* 26. Juli 1823 im Limestone County, Alabama; † 1. Mai 1871 im Bolivar County, Mississippi) war ein US-amerikanischer Plantagenbesitzer und konföderierter Politiker (Demokratische Partei). Der US-Senator Henry H. Chambers (1790–1826) war sein Vater.

## Werdegang
Henry Cousins Chambers wurde ungefähr acht Jahre nach dem Ende des Britisch-Amerikanischen Krieges im Limestone County geboren. Über seine Jugendjahre und sein Privatleben ist nichts bekannt. Er graduierte am Princeton College. Irgendwann zog er dann nach Mississippi. 1859 saß er dort im Repräsentantenhaus. Nach der Sezession von Mississippi und dem Ausbruch des Bürgerkrieges kandidierte er im 4. Wahlbezirk von Mississippi für den ersten Konföderiertenkongress. Während des Wahlkampfs kam es am 15. Oktober 1861 mit seinem politischen Gegner, dem Rechtsanwalt William A. Lake (1808–1861), in Hopefield (Arkansas), das gegenüber von Memphis (Tennessee) am westlichen Ufer des Mississippi liegt, zu einem Duell, bei dem William A. Lake getötet wurde. Im November 1861 wurde Chambers in den Konföderiertenkongress gewählt, wo er am 18. Februar 1862 seinen Posten antrat. Chambers kandidierte erfolgreich für den zweiten Konföderiertenkongress und war dann dort bis 1865 tätig. Er verstarb ungefähr sechs Jahre nach Kriegsende im Bolivar County (Mississippi). Sein Leichnam wurde dann nach Memphis (Tennessee) überführt, wo er auf dem Elmwood Cemetery beigesetzt wurde.

## Ansprachen
- Policy Of Employing Negro Troops, 10. November 1864